# ژان ژاک دسالین
ژان ژاک دسالین (انگلیسی: Jean-Jacques Dessalines; ۲۰ سپتامبر ۱۷۵۸ – ۱۷ اکتبر ۱۸۰۶) سیاستمدار اهل هائیتی بود. وی از رهبران انقلاب هائیتی و اولین حاکم یک هائیتی مستقل بر اساس قانون اساسی ۱۸۰۵ بود. در دوران دسالین هائیتی اولین کشوری شد که برده داری را برای همیشه لغو کرد. دسالین که در ابتدا بعنوان فرماندار کل در نظر گرفته می‌شد، بعداً توسط ژنرالهای ارتش انقلاب هائیتی به عنوان ژاک اول (۱۸۰۴–۱۸۰۶) به عنوان امپراتور هائیتی لقب گرفت و تا زمان ترور در سال ۱۸۰۶ در این سمت حکمرانی می‌کرد. وی به عنوان یکی از بنیانگذاران هائیتی شناخته می‌شود.
پس از خیانت و تسخیر توسن لوورتور در سال ۱۸۰۲، دسالین رهبر انقلاب شد. او در نبرد ورتییر در سال ۱۸۰۳ ارتش فرانسه را شکست داد. در سال ۱۸۰۴، دسالین هائیتی را کشوری مستقل اعلام کرد و توسط شورای ژنرال‌ها برای تصدی منصب فرماندار کل انتخاب شد. وی دستور کشتار ۱۸۰۴ مهاجران فرانسوی در هائیتی را صادر کرد که منجر به کشته شدن ۳۰۰۰ تا ۵۰۰۰ نفر شد، اما اعلام کرد که مزدوران خارجی لهستانی که از لژیون فرانسه جدا شده‌اند می‌توانند در کشور جدید بمانند. در سپتامبر ۱۸۰۴، وی توسط ژنرال‌های ارتش انقلاب هائیتی به عنوان امپراتور اعلام شد و تا زمان ترور در سال ۱۸۰۶ در این مقام حکمرانی کرد.

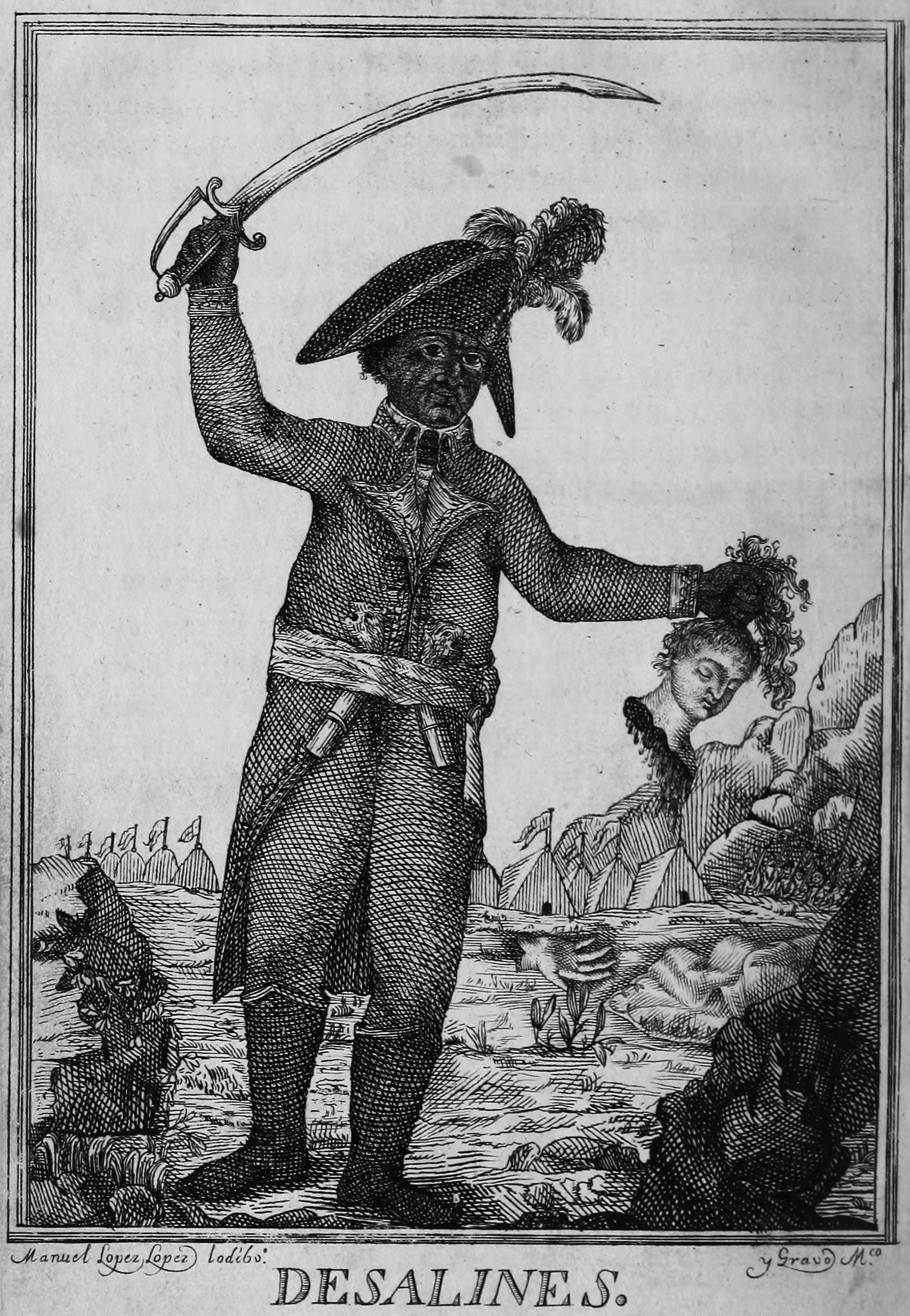
حکاکی ژان ژاک دسالین در سال ۱۸۰۶ که یک سر بریده فرانسوی را در دست دارد.